# 旧克罗机场
旧克罗机场（英語：Old Crow Airport）是位于加拿大育空地区旧克罗的机场，由育空地区政府运营。机场的砾石跑道的规格为5,022英尺 × 100英尺（1,531米 × 30米）。机场处在海拔816英尺（249米）的高度；由于旧克罗目前没有公路通达，因而机场对社区而言非常重要。
该机场被加拿大导航和加拿大边境服务局归类为入境机场，然而该机场仅能处理通用航空的航空器，且单程乘客不得超过15人。

## 航空公司与航点
| 航空公司       | 目的地           |
| -------------- | ---------------- |
| 加拿大北方航空 | 道森市，伊努维克 |